# Cornellana (Lérida)
Cornellana es una localidad española del municipio leridano de La Vansa Fornols, en la comunidad autónoma de Cataluña.

## Historia
A mediados del siglo XIX, el lugar, por entonces perteneciente al municipio de Fornols, contaba con una población censada de 107 habitantes. La localidad aparece descrita en el séptimo volumen del Diccionario geográfico-estadístico-histórico de España y sus posesiones de Ultramar de Pascual Madoz de la siguiente manera:

CORNELLANA: l. agregado al ayunt. de Fornols en la prov. de Lérida, part. jud. y dióc. de Seo de Urgel: sit. al pie de la montaña de Cadi, con esposicion al S.: le combaten los vientos de E. y O. y muy poco el del N. El clima es frio, y se padecen catarrales y algunas pulmonías. Tiene 16 casas que forman una sola calle, y una fuente de la cual se surten sus hab., aunque no de la mejor calidad por contener alguna parte de yeso: la igl. es aneja de la parr. de Fornols, cuyo cura la sirve. Se estiende el térm. de N. á S. 1 leg., y de E. á O. igual dist.: confinando N. con Orladó y Adrahent; E. Josa; S. Tuxent, y O. Fornols, á 1/2 leg. de cada uno de dichos puntos: cruza por él á 1/4 de hora de dist. un pequeño arroyo llamado de la Amolella, cuyas aguas recoge de algunas fuentes. El terreno, pedregoso en general, es de mala calidad; hallándose en la montaña de Cadi montes con arbolado de pinos y bojes; hay también algunos prados artificiales que crian buenas yerbas de pasto. Los caminos dirigen uno á Fornols y otro á Tuxent, en mal estado. El correo se recibo de la adm. de Seo de Urgel. prod.: trigo, patatas y legumbres; la mayor cosecha es la del trigo: se cria ganado; lanar, vacuno y de cerda; y hay caza de perdices, liebres y conejos. pobl.: 18 vec., 107 alm. cap. imp.: 13,494 rs. contr. el 14,28 por 100 de esta riqueza. presupuesto municipal: 80 rs., que se cubren por reparto vecinal.
(Madoz, 1847, p. 24)

En la actualidad pertenece al municipio de La Vansa Fornols. En 2022 la localidad tenía una población de 21 habitantes.